# FALL/フォール
『FALL/フォール』（原題：Fall）は、2022年のアメリカ合衆国のサバイバル・スリラー映画。監督はスコット・マン、出演はグレイス・キャロライン・カリーとヴァージニア・ガードナーなど。地上から610メートル強もの高さにある、老朽化したTV電波塔の頂上に取り残された若い女性2人のサバイバルを描いている。

## ストーリー
プロローグ
冒険好きな夫婦のベッキーと、夫のダン。しかし、夫のダンはフリークライミング中の事故で亡くなってしまう。
1年が経っても、夫を亡くしたベッキーは悲しみに暮れており、心配する父親のジェームズともケンカになるなど、光の見えない生活が続いていた。
そんな中、女友達でクライマー仲間のハンターは、そんなベッキーを元気づけようと、新たなクライミングに誘う。
序盤
2人が登るのは、人里離れた荒野に建つ「高さ600メートルの解体寸前のテレビ塔」だった。足をかけると折れるほど錆びついたハシゴを慎重に登りながら、なんとか頂上へ到達する2人。ベッキーは夫の遺灰をそこから撒くことで彼を偲び、新たな1歩を踏み出す決意を示す。
しかし、帰路のためハシゴを降りた際、地上に降りるための唯一の手段だったハシゴが突然崩落してしまう。地上では繋がった携帯電話も高度のためか圏外で助けを呼ぶこともできず、2人は600メートルのテレビ塔の頂上の狭い足場に取り残されてしまう。
携帯電話を靴で包んで地上に落とし、救助要請の通信を試みるベッキーたち。しかし失敗に終わる。そのため、頂上に備えられていた照明弾を使い、近くにオンボロのキャンピングカーを停めていた2人連れのキャンパーが気付いたが、その2人は塔の上で助けを求める人影に気づきながら、ベッキーたちの車を盗んで逃げ去ってしまった。
中盤
2日目、狭い足場で一夜を過ごした2人だったが、些細なことからダンとハンターの不倫が発覚する。しかしハンターが不倫を正直に認め、ベッキーへの想いを打ち明けたことで友情の崩壊は回避される。
狭い足場で一夜を過ごしたベッキーとハンターは、水が入ったリュックを回収しようと考える。リュックはハシゴが崩れた時に落ち、塔の途中のアンテナに引っかかっていた。短すぎるロープで降り、リュックの回収を試みるハンター。なんとかリュックは回収され、ハンターも頂上の足場に戻った。
持参した「ドローン」に手紙を付けて、彼方に見えるモーテルまで飛ばそうと計画するベッキーたち。しかし、ドローンはバッテリーが切れかけていた。廃棄されるテレビ塔だが頂上に照明が灯り、電源がある事に気付いたベッキーは、更に10メートルの細いアンテナを登って、電球のソケットからの充電に成功した。
終盤
3日目。ハゲワシに襲われながら、モーテルに向けてドローンを飛ばすベッキーたち。しかし、ドローンはモーテルの直前で走行中のトラックと接触し路肩に落ちてしまった。
その後、「これまで共にいたハンターが幻影だった」とベッキーは気付く。2日目にリュックを取りに降りたハンターは、ロープで登ることが出来ずにアンテナ部分に墜落死しており、親友の死というショックを受け止めきれないベッキーは、妄想に駆られていたのだ。
ラスト
4日目。死にかけたベッキーを捕食するため近づいてきたハゲワシを捕まえて、生肉を食べたベッキーは生気を取り戻す。その後、アンテナ部分まで降下して、ハンターの靴にスマホを入れて、更にハゲワシに食われて開いたハンターの腹にその靴を詰め込んで、ハンターごと落下させたベッキーは、データ送信することに成功する。
ベッキーの父親のもとに届いた娘からのメッセージにより、駆けつけた警察による救助が行われ、ベッキーは無事に地上へと帰還を果たした。遅れて現地に到着した父親と抱き合う中で、物語は終わりを告げる。

## キャスト
※括弧内は日本語吹替版のキャスト。
- ベッキー：グレイス・キャロライン・カリー（近藤唯）
- ハンター：ヴァージニア・ガードナー（潘めぐみ）
- ダン：メイソン・グッディング（英語版）（左座翔丸）
- ジェームズ：ジェフリー・ディーン・モーガン（黒澤剛史）